# Lindab
 Lindab ist ein schwedischer Konzern, der Stahlerzeugnisse und Systemprodukte für die Baubranche produziert.

## Geschichte
1956 begann Lindab als kleine Spenglerei in Lidhult, Schweden. Die Produktion zog bald nach Båstad in Südschweden um. 1959 wurde Lindab unter dem damaligen Namen als Unternehmen registriert.
1984 wurde Lindab an der Stockholmer Börse und 1992 an der dänischen Börse notiert.
Der in 32 Ländern vertretene Konzern mit rund 5.100 Mitarbeitern erreichte im Jahr 2017 einen Umsatz von 8.242 Mio. SEK. Der Hauptabsatzmarkt ist der Bereich Hochbau ohne Wohnungsbau, auf den 80 Prozent des Umsatzes entfallen, während der Wohnungsbau für 20 Prozent des Umsatzes steht.
Die Aktie ist an der NASDAQ OMX Nordic Exchange Stockholm im Mid-Cap-Segment unter dem Tickerkürzel LIAB notiert.

## Geschäftsbereiche
Lindab hat die Geschäftsbereiche Ventilation, Gebäudekomponenten und Gebäudesysteme:
Der Geschäftsbereich Ventilation umfasst Luftleitungen und Bauteile, Luftdurchlässe und Luftwassersystemen für Klima- und Lüftungsanlagen.  Außerdem verkauft er EDV-Programme zum Planen und Berechnen von Lüftungsanlagen und Raumklimasysteme.
Der Geschäftsbereich Gebäudekomponenten  handelt mit Komponenten aus Dünnblech und Stahlprofile. Abhängig von der Marktstruktur werden die Produkte für Gewerbebauten über eigene Niederlassungen, Händler oder Großhändler und für den Wohnbau über Baumärkte vermarktet.
Der Geschäftsbereich Buildings plant, fertigt, und verkauft unter der Firmierung  Astron Gebäudesysteme aus Stahl für Lager, Produktion, Büro. Die  Gebäudekonzepte beinhalten die Tragkonstruktion, verschiedene Dach- und Wandsysteme sowie eine Unterstützung in der Planungsphase. Die Gebäude können über ein europaweites Netzwerk bezogen werden.